# Benton (Alabama)
Benton è un comune degli Stati Uniti d'America situato nella contea di Lowndes dello Stato dell'Alabama.